# Johannes Drost
Johannes Drost (Rotterdam, 22 juni 1880 – aldaar, 18 september 1954) was een zwemmer, die Nederland eenmaal vertegenwoordigde bij de Olympische Spelen: Parijs 1900.
Drost komt de eer toe Nederland de eerste olympische zwemmedaille uit de geschiedenis te hebben bezorgd. In de hoofdstad van Frankrijk kwam de zwemmer van zwemvereniging De Rotterdamsche Zwemclub (RZC) uit op de 200 meter rugslag en tikte hij aan als derde in een tijd van 3.01,0 na een felle strijd met landgenoot Johannes Dirk Bloemen.
Drost en Bloemen waren in Parijs twee van de vier zwemmers, die namens Nederland deelnamen aan de tweede (moderne) Olympische Spelen uit de geschiedenis. De anderen waren Herman de By (200 meter vrije slag) en Eduard Meijer (vier kilometer vrije slag).
Drost was in het dagelijks leven advocaat. Hij overleed op 18 september 1954 in zijn woonplaats Rotterdam op 74-jarige leeftijd. Hij is geen familie van de broers Frank en Peter Drost, die in de jaren tachtig van de 20e eeuw voor Nederland uitkwamen bij (inter)nationale zwemtoernooien.
- International Standard Name Identifier: 0000 0003 8905 6280
- Nederlandse Thesaurus van Auteursnamen: 111729297
- Virtual International Authority File: 282383171
- WorldCat: E39PBJrWDvHMFWjDmwphtCCPcP